# Bahai-kosmologie

Het bahai-ringsteensymbool, dat de werelden van God, de Manifestatie van God en de schepping toont, allemaal verbonden door de Heilige Geest.

In de bahai-kosmologie (kosmologie van de Bahai-religie) is de werkelijkheid verdeeld in drie delen: God, de Manifestaties van God (Boodschappers van God), en de schepping.

## Rijken
Bahá'u'lláh, de stichter van de religie, onderscheidde vijf bestaansgebieden. De gebruikte terminologie is deels terug te voeren op het islamitische neoplatonisme en het soefisme, maar dit betekent niet dat Bahá'u'lláh een neoplatonistisch of soefisch wereldbeeld ondersteunt. Hij beschouwt alle metafysische gezichtspunten als relatief en alleen de ziel of psyche en culturele achtergrond van het individu weerspiegelend, in plaats van enige Absolute Waarheid. De bahai-leringen hechten minder belang aan metafysica, terwijl ze zich vooral richten op sociale en persoonlijke ethiek.
| Rijk    | beschrijvingen | Stadia van de schepping  | Kleur symboliek |
| ------- | --- | ------------------------ | --------------- |
| Háhút   | - De essentie van God, ongemanifesteerd. - Het 'verborgen mysterie' of de 'verborgen schat', het absolute onbekende, de oorspronkelijke eenheid. |                          |                 |
| Láhút   | - De glorieuze horizon, het hemelse hof, de troon van God. - De namen en eigenschappen van God, gemanifesteerd. - De Heilige Geest, het Woord van God (Logos), het eerste intellect, de goddelijke wil. - De Universele Manifestatie van God, de brandende struik, de spreker op Sinai, de aloude schoonheid, de goddelijke lotusboom, de alfa en omega, de eerste en de laatste, de verhevenste pen, de tong van grootheid, de heer der heren, de eerste wil, de eerste intelligentie. - De goddelijke duif, de engel Gabriel, de heilige maagd, de mystieke nachtegaal. | - Wil (mashiyyat)        | - Wit           |
| Jabarút | - Het allerhoogste paradijs. - De Manifestaties van God (inclusief Adam, Noach, Abraham, Mozes, Zoroaster, Jezus, Mohammed, de Báb en Bahá'u'lláh) als individu. - Het moederboek (eeuwige geestelijke wetten), de bewaarde tafel en de goddelijke pen. | - Doel (iradah)          | - Geel (goud)   |
| Malakút | - Het alglorierijke paradijs, het Abhá koninkrijk. - Het engelenrijk, de wereld van de zielen. - Omvat de schare in den hoge (de zielen van profeten en heiligen). | - Voorbestemming (qadar) | - Groen         |
| Násút   | - De fysieke wereld, onderverdeeld in de rijken van mens, dier, plant en mineraal. | - Lot, decreet (qada)    | - Karmozijn     |

Alle goddelijke werelden draaien om deze wereld en ze zijn allemaal van elkaar afhankelijk. De goddelijke werelden kunnen alleen worden beschreven door metaforen en kunnen worden vergeleken met de wereld van dromen. De rijken van Nasut en Malakut maken deel uit van de 'wereld van de schepping' en worden geregeerd door dezelfde geestelijke wetten. Het doel van het leven in deze wereld is om geestelijke kwaliteiten te ontwikkelen die nodig zijn in de volgende wereld.
De mens heeft een vrije wil om een materieel leven in de wereld van Nasut te leiden, of een leven van onthechting in het rijk van Malakut, de eigenschappen van God weerspiegelend. Bahá'u'lláh legt uit dat het 'rijk van subtiele entiteiten' ('alam-i-dharr, een verwijzing naar Gods oorspronkelijke verbond met de mensheid, genoemd in Koran 7:172) verwijst naar de openbaring van de profeten. Voordat het Woord van God wordt geopenbaard, worden alle mensen als gelijk in rang beschouwd. Verschillen verschijnen pas nadat de profeet zichzelf heeft geopenbaard, veroorzaakt door de verschillende reacties van de vrije wil van elk individu.
Bahá'u'lláh schreef ook over vele werelden van God. In de Súriy-i-Vafa schrijft hij: "Weet met zekerheid dat de werelden van God talloos zijn en onbegrensd. Geen mens kan ze tellen of bevatten, behalve God, de Alwetende, de Alwijze." 'Abdu'l-Bahá, zoon en opvolger van Bahá'u'lláh, schrijft in de Lawh-i-Aflákiyyih (Tafel van het Universum) dat er oneindige Manifestaties van God zijn in de oneindige werelden van God.
Bahá'u'lláh legde uit dat hoewel mensen kennis moeten zoeken, geen mens de aard van Gods schepping of God zelf kan begrijpen. Hij verklaarde dat, hoewel God de mens een rationele geest heeft gegeven, de mens niet in staat is de innerlijke realiteit te begrijpen.

## Verder lezen
- Lepain, Jean-Marc (2015) [2002]. The Archeology of the Kingdom of God.
- Ma'sumian, Bijan. Realms of Divine Existence as described in the Tablet of All Food, in Deepen, 3.2.2, pp. 11-17, 1994 Summer.
- Mihrshahi, Robin (2013). A Wondrous New Day: The Numerology of Creation and 'All Things' in the Badíʻ Calendar.
- Momen, Moojan (2003). The Baha'i Faith and the World's Religions. George Ronald, Oxford, UK, "The God of Bahá’u’lláh", 1–38.
- Momen, Moojan "Cosmogony and Cosmology viii. in the Bahai faith". Encyclopædia Iranica, Vol. VI, Fasc. 3.  pp. 328–329.